# Ochthebius gauthieri
Ochthebius gauthieri är en skalbaggsart som beskrevs av Henri de Peyerimhoff 1924. Ochthebius gauthieri ingår i släktet Ochthebius och familjen vattenbrynsbaggar. Inga underarter finns listade i Catalogue of Life.